# Nachal Anim
Nachal Anim (hebrejsky נחל ענים) je vádí na Západním břehu Jordánu a v jižním Izraeli, na pomezí Judských hor (respektive Hebronských hor) a severní části Negevské pouště.
Začíná v nadmořské výšce okolo 800 metrů v kopcovité krajině Judských hor na jižním okraji Západního břehu Jordánu, jihozápadně od izraelské osady Bejt Jatir. Směřuje pak k západu, z východu míjí izraelskou osadu Livne. Vstupuje na území Izraele v jeho mezinárodně uznávaných hranicích a stáší se k jihozápadu. Zde prochází oblastí, kterou pokrývá rozsáhlý uměle vysazený les Jatir. Pak vede na pomezí pohoří Harej Anim a Harej Ira, kde míjí vrchy jako Har Avisaf nebo Tel Ješua. Podchází těleso dálnice číslo 31 a vede skrz rozptýlené beduínské osídlení. Od východu zleva přijímá vádí Nachal Segor a Nachal Bariach. Východně od židovské vesnice Nevatim ústí zprava do vádí Nachal Be'erševa.